# (85095) Hekla
(85095) Hekla est un astéroïde de la ceinture principale de la famille de Hungaria.

## Description
(85095) Hekla est un astéroïde de la ceinture principale, de la famille de Hungaria. Il présente une orbite caractérisée par un demi-grand axe de 1,93 UA, une excentricité de 0,08 et une inclinaison de 19,0° par rapport à l'écliptique.

## Compléments